# 范園焱
范園焱（1935年10月28日—2017年12月17日），四川省永川縣人。原為中華人民共和國的中国人民解放军空军飞行员，後駕機飛抵台湾，是台湾海峡两岸对峙时期的著名「反共義士」之一。

## 生平

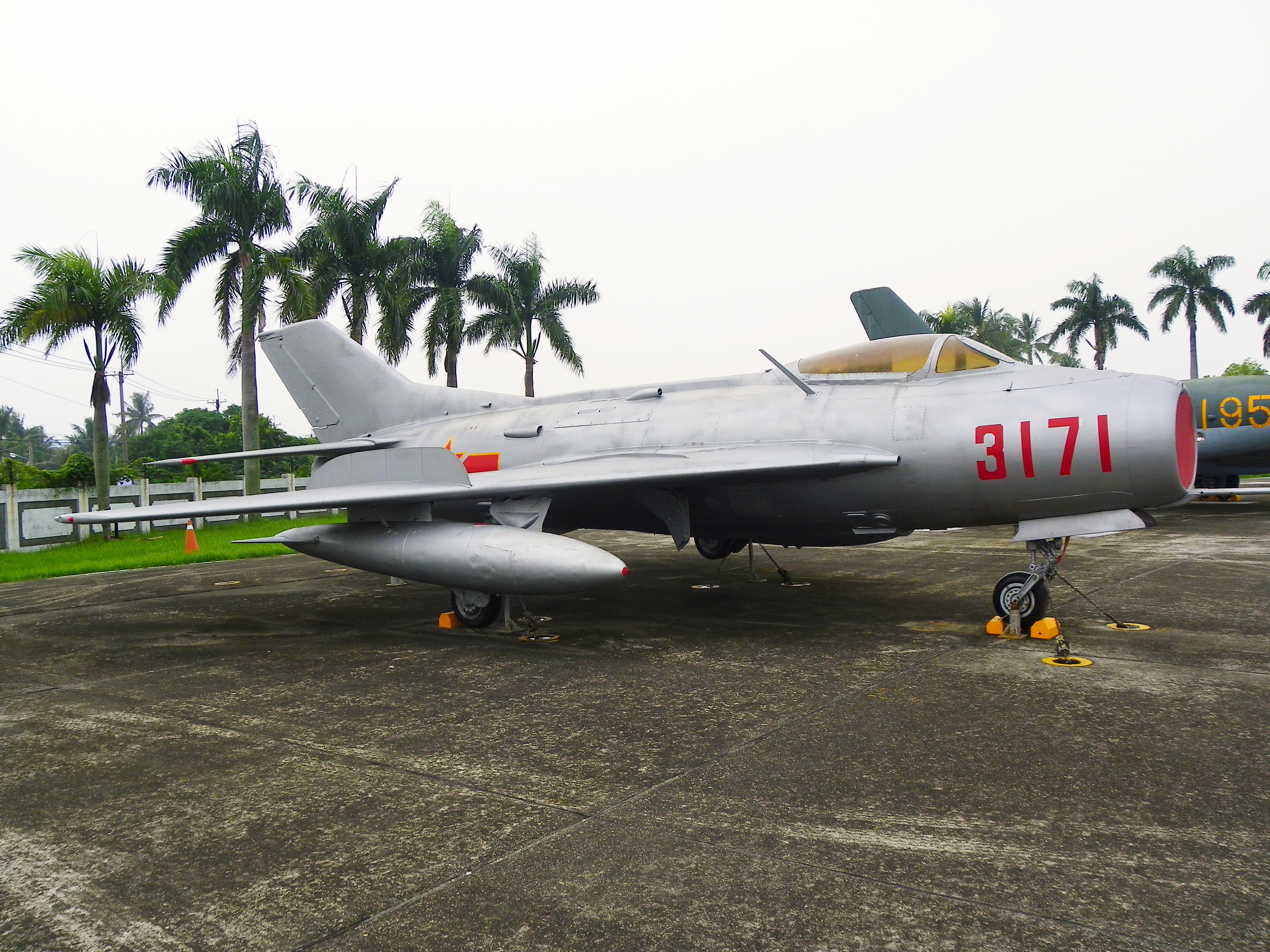
范園焱駕駛之米格十九戰鬥偵察機。

范園焱於1935年10月28日出生於四川省永川縣松溉鎮，父親以織布為生，范園焱小時讀過兩年小學:103。中華人民共和國成立後，范園焱家庭被劃入工人階級。在「一化三改造」時進入供銷合作社工作:107，並一面在夜校讀書。1952年，范園焱進入永川第二初中，1954年加入共青團:108。
1955年，范園焱進入中国人民解放军空军。1956年5月，入保定空軍預校:110。在經過兩個多月的訓練後，於8月進入石家莊中共第四航校:66。成為第十三期學生，第一年是航空理論知識；第二年飛初級教練機雅克十八，第三年飛中級教練機雅克十一，第四年飛米格十五:68。1960年8月畢業，分發到空三十六師，范園焱進入第七十八團第一大隊第一中隊擔任飛行員，任空軍少尉:75，飛行米格十七，1960年12月，加入中國共產黨:76。1962年與唐仕蓮結婚。:79
1963年，范園焱調離第二十六師，到偵察二團。升上中尉:80。1965年1月，移防到江西新城，目睹紅衛兵動亂:85。1971年8月，移防到廣東韶關:90，由於林彪失勢，在空軍基地忙著洗刷與林彪有關的一切標示:92。
1958年後，隨著中國大陸歷經「整風反右運動」、「三面紅旗」、「彭黃反黨事件」政局動盪，范園焱對中共產生懷疑:70，加上航校的同學在三面紅旗運動中被整，使范在思想上懷疑起來:111。1974年，范園焱調到海南島陵水機場，準備支援西沙作戰，此時接觸了對台灣詳細介紹的「敵情資料」，有了心理比較。:94
在中共發動「批林批孔」時，范園焱因在會議上對批判林彪的「對上級的指示，理解的要執行，不理解的也要執行」講法表示異議，認為林彪此話與毛澤東所說「一切行動聽指揮」意義差不多，結果遭到停飛的命運:127，進入學習班兩個月:128。范原驻地在江西颇内陆，但1976年部队竟东移防至福建，得以飞至台湾，据悉是大陆准备打捞1945年二战结束前，被美军鱼雷击沉在厦门附近海的日货船阿波丸号，准备運回日本之东南亚金子数十吨也沉在海底，故先派空军战机进驻福建，若万一时以范之米格机联队，对抗附近各国F-4、F-104喷射战斗机。
1977年7月7日，范園焱駕駛編號3171的殲六偵察機，從福建晉江起飛，降落於臺南機場，獲黃金4000兩。7月15日，范園焱在台北宣示「永遠脫離中國共產黨」。范園焱後加入中華民國空軍，授階中校，並娶中華民國陸軍中將彭善之女彭啟鈺。
1981年第16屆金鐘獎，范園焱擔任廣播金鐘獎特定對象節目獎頒獎嘉賓。
1989年，范園焱以空軍上校官階退伍。退伍之後，范園焱曾先後住在台北市東區與北投，最后定居林口。1998年，范園焱接受民視新聞台訪問時，仍然堅決表示反共立場。
投奔台湾的反共义士往往不善理财，获得的奖金经常因投资失误或其它原因挥霍一空，甚至有人因此铤而走险沦为阶下囚。不过范园焱是一个例外，他善于理财，因此手头相当宽裕。
2017年12月17日，范園焱病逝，享壽83歲。

## 紀念
- 中華民國政府為紀念此事，編了歌曲《飛向白日青天》，歌詞為：「為了爭自由，為了享人權，唾棄污腥赤地，飛向白日青天。為了爭自由，為了享人權，把真相宣告世界，就行動完成心願。為了爭自由，為了享人權，唾棄污腥赤地，飛向白日青天。飛向白日青天，飛向白日青天，飛向白日青天！」[6][7]。聯合報記者趙玉明訪問范園焱的內容，出版為報導文學《飛向白日青天》，獲得第三屆國家文藝獎。
- 1977年，北區公立高中聯考國文科作文，男生組題目為《從米格機投誠看暴政必亡》，女生組題目為《米格機投誠的啟示》。[8]
- 中國電視公司新聞部製作三台聯播節目《范園焱時間》，范園焱主持，1978年獲得第14屆金鐘獎電視金鐘獎「新聞報導及時事評論性節目」最佳獎。
- 編號3171的殲六偵察機，目前在高雄市的航空教育展示館展示。[9]

### 引用
1. 1 2 3 4 5 6 7 8 9 10 11 12 13 14 15 16 17 18  范園焱. . 文藝月刊社. 1978年3月.
2. ↑  趙玉明. . 聯合報社. 1977: 249.
3. ↑  台灣演義：反共義士的黃金年代(1/3)（7分33秒），民視新聞台《臺灣演義》 2010/01/23。
4. ↑  . 观察者网.   [2018-01-04]. （原始内容存档于2018-01-07）.
5. ↑  . 自由時報.   [2018-01-03]. （原始内容存档于2018-01-06）.
6. ↑  .   [2016-05-29]. （原始内容存档于2019-07-26）.
7. ↑  .   [2016-05-29]. （原始内容存档于2017-03-05）.
8. ↑  . 新頭殼newtalk.   [2014-06-23]. （原始内容存档于2018-07-10）.
9. ↑  http://www.aeeh.com.tw/tw/index.asp?au_id=3&sub_id=12&id=36 航空教育展示館 HOME>空間導覽>二樓懸掛展示區>RMiG-19偵察機

## 外部連結
- 共匪飞行员范园焱驾机投奔自由祖国记者会1 （页面存档备份，存于）
- 共匪飞行员范园焱驾机投奔自由祖国记者会2 （页面存档备份，存于）
- 共匪飞行员范园焱驾机投奔自由祖国记者会3 （页面存档备份，存于）